# Edgar Cowan
Edgar Cowan (Westmoreland megye, 1815. szeptember 19. – Greensburg, 1885. augusztus 31.) az Amerikai Egyesült Államok szenátora (Pennsylvania, 1861–1867).